# Hispanomeryx
Hispanomeryx es un género extinto de mamífero ungulado artiodáctilo del Mioceno medio a tardío, que vivió hace  13 a 8 millones de años. A lo largo de los años, ha sido clasificado relacionado con los bóvidos o jiráfidos, o incluso perteneciendo a su familia única propia, pero actualmente es considerado como mósquido, pariente del actual ciervo de almizcle.
Hispanomeryx se habría parecido al ciervo de almizcle moderno, pero era más pequeño, y algunos de los dientes en la mandíbula inferior se parecían a los de bóvidos, posiblemente como una adaptación a su dieta. La mayoría de los fósiles han sido encontrados en España, la especie tipo siendo de El Lugarejo, en la cuenca del Duero, Ávila; con otros restos encontrados posteriormente desde Turquía a China, la mayoría de ellos siendo demasiado fragmentarios para ser asignados a una especie particular. Hispanomeryx parece haber sido una especie adaptable, habiendo vivido en climas tanto de bosque subtropical como sabanas abiertas, relativamente áridas. Fue contemporáneo del mejor conocido Micromeryx.